# Carmen Lizárraga
María del Carmen Lizárraga Mollinedo (Granada, 1969) es una economista y política española, presidenta del Grupo Podemos y diputada del Parlamento de Andalucía en la x legislatura por la provincia de Granada.
Carmen Lizárraga es doctora en Ciencias Económicas y Empresariales por la Universidad de Granada, a la que continúa vinculada, y fue la portavoz de Podemos en la comisión parlamentaria de Hacienda y Administración Pública. En las elecciones al Parlamento de Andalucía de 2018 volvió a resultar elegida diputada con la coalición Adelante Andalucía, si bien renunció a su escaño tras la constitución de la XI legislatura en enero de 2019, por discrepancias políticas con la dirección de Podemos Andalucía, siendo sustituida por Ana Villaverde.